# Kerepes
Kerepes (ungerska: Kerepestarcsa) är en ort i Ungern.   Den ligger i provinsen Pest, i den centrala delen av landet, 19 km öster om huvudstaden Budapest. Kerepes ligger 215 meter över havet och antalet invånare är 9 960.
Terrängen runt Kerepes är platt. Runt Kerepes är det tätbefolkat, med 383 invånare per kvadratkilometer. Närmaste större samhälle är Budapest, 19,5 km väster om Kerepes. Trakten runt Kerepes består till största delen av jordbruksmark.